# Список переименованных населённых пунктов Чечни
На территории современной Чеченской Республики было три периода массового переименования населённых пунктов. Первый — после гражданской войны (1920—1924 годы), когда в массовом порядке были переименованы станицы и хутора выселенных сунженских казаков. Второй — в 1945 году, когда, в свою очередь, было выселено чеченское население. Выходит постановление о переименовании населённых пунктов и сельсоветов, носящих чеченские (но иногда и кумыкские) названия. Тогда населённые пункты, оказавшиеся на территории Грозненской области, куда было вселено русское население из центральных областей РСФСР, получают русские наименования, а населённые пункты, переданные в состав ДагАССР (находившиеся в Веденском, Саясановском, Курчалоевском, Ножай-Юртовском, Чеберлоевском районах и части Гудермесского района) и заселённые аварцами и частично даргинцами из высокогорных районов республики, получают аварские и даргинские названия.
Третий период — после 1956 года, восстановление ЧИАССР и прежних наименований населённых пунктов.
Все названия даны в соответствии с официальным употреблением.

## А
- Автуры → Ново-Садовое → Автуры
- Агишбатой → Хушет → Агишбатой
- Агишты → Шапих → Агишты
- Аду-юрт → Правобережное
- Айти-Мохк → Гергентала → Айти-Мохк
- Аллерой → Моксоб → Аллерой (Ножай-Юртовский район)
- Аллерой → Шурагат → Аллерой (Курчалоевский район)
- Алхасова → Али-юрт → Гвардейское
- Алхазурово → Привольное → Алхазурово
- Алхан-юрт → Айвазовское → Алхан-Юрт
- Алханюртовская → Ермоловская → Алханкала → Междугорье → Алхан-Кала
- Амир-Аджи-юрт → Степное → Хангиш-Юрт
- Ахкинчу-Борзой → Ново-Ритляб → Ахкинчу-Борзой
- Ачирешки → Анцух → Ачирешки
- Ачхой-Мартан → Новосельское → Ачхой-Мартан

## Б
- Байтарки → Хиндах → Байтарки
- Балансу → Ахатль → Балансу
- Бамматбек-юрт → Новый-юрт → Виноградовка → Виноградное
- Бамут → Буковка → Бамут
- Барзой → Альпийское → Борзой
- Барятинская → Ленин-курорт → Горячеводск → Горячеисточненская
- Бачин-юрт → Первомайское → Бачи-Юрт
- Бачин-котар → Комсомольское → Гой-Чу
- Бас-Гордали → Арадерих → Бас-Гордали
- Белгатой → Курганное → Белгатой (Шалинский район)
- Белгатой → Шаитли → Белгатой (Веденский район)
- Бельты → Сагада → Бельты
- Бено-юрт → Озерное → Бено-Юрт
- Беной-Ведено → Ичичали → Беной-Ведено
- Бердыкел → Комсомольское
- Бетти-Мокх → Ипута → Бетти-Мохк
- Бильты → Ратлуб → Бильты
- Большие Варанды → Аварское → Большие Варанды
- Булгат-Ирзу → Ново-Мехельта → Булгат-Ирзу

## В—Г
- Вашиндарой → Заречное → Вашиндарой
- Верхний Герзель → Шихшабек → Герзель-Аул
- Верхний Калаус → Верх. Красноармейское → Орлиное
- Верхние Курчали → Верхний Колоб → Колоб → Верхние Курчали
- Воздвиженская → Старые Атаги → Предгорное → Старые Атаги
- Галайты → Новый Чиркей → Галайты
- Гатен-Кале → Солнечное → Асланбек-Шерипово
- Гельдыген → Новая Жизнь → Гелдагана
- Гендаргана → Нижний Сиух → Гендерген
- Герменчук → Мостовое → Герменчук
- Гехи → Благодатное → Гехи
- Гехи-чу → Горное → Гехи-Чу
- Гиляна → Уриб → Гиляны
- Гойст → Новый → Гойское
- Гойты → Свободное → Гойты
- Гуни → Таши → Гуни

## Д—И
- Давлетби-Хутор → Чильдаб → Давлетби-Хутор
- Дарго → Шамилькала → Цияб-Росо → Дарго
- Даттых → Дахадаево → Даттах
- Джугурты → Мулебки → Джугурты
- Дочу-Борзой → Двуречье → Дачу-Борзой
- Дуба-юрт → Родниковое → Дуба-Юрт
- Дышне-Ведено → Акнада → Дышне-Ведено
- Заканюртовская → Романовская → Закан-юрт → Пригородное → Закан-Юрт
- Замай-юрт → Чарах → Замай-Юрт
- Зандак → Дагбаш → Зандак
- Зандак-Ара → Верхний Сиух → Зандак-Ара
- Зибир-юрт → Минеральное → Зебир-Юрт
- Исай-юрт → Кульзеб → Исай-Юрт
- Истису → Горячий Ключ → Истису → Мелчу-Хе
- Итум-Кали → Ахалхеви → Итум-Кали
- Ишхой-юрт → Танты → Ишхой-Юрт

## К
- Калаус → Нижнее Красноармейское → Нижний Калаус → Калаус
- Калиновский свх. → Новотерское
- Катыр-юрт → Тутово → Катыр-Юрт
- Кень-юрт → Крутояровка → Кень-Юрт
- Кошкельды → Герга → Кошкельды
- Красноармейское → Бартхой
- Красный Ударник → Луговое → Ораз-Аул
- Кулари → Набережное → Кулары
- Курчалой → Чкалово → Курчалой
- Курчали → Верх. Колоб → Верхние Курчали

## М
- Маиртуп → Сулевкент → Маиртуп
- Маковкин → Комарово
- Малые Варанды → Малое → Пионерское → Лаха-Варанда
- Мамакаевская → Первомайская
- Мартан-чу → Грушевое → Мартан-чу
- Махкеты → Алак → Мехкеты
- Мекен-юрт → Кругловка → Мекен-юрт
- Мескер-юрт → Рубежное → Мескер-юрт
- Мескеты → Сталинаул → Мескеты
- Михайловская → Асламбековское → Серноводская
- Мундар-юрт → Знаменское

## Н—О
- Нижние Курчали → Нижний Колоб → Иштибури → Нижние Курчали
- Нижний Наур → Надтеречное
- Новые Алды → Черноречье (ныне микрорайон Грозного)
- Новые Атаги → Майское → Новые Атаги
- Ногай-Мирза-юрт → Братское
- Ножай-юрт → Андалалы → Ножай-Юрт
- Нойберды → Суворовское → Суворов-юрт → Нойбера
- Ойсунгур → Новогрозненский → Ойсхара
- Октябрьский → Гикаловский → Гикало

## П—Р
- Памятой → Орловка → Памятой
- Привольное → Каршыга-Аул
- Рошни-чу → Лесное → Рошни-Чу
- Бильтой-юрт → Ратлуб → Рогун-Кожа

## С—Т
- Саной → Нагорное → Саной
- Саралиево → Комсомольское
- Саясан → Ритляб → Саясан
- Селман-Тевзана → Хваршини → Сельментаузен
- Сержень-юрт → Подлесное → Сержень-юрт
- свх. Чеченский → свх. Грозненский → Побединское
- Средние Курчали → Средний Колоб → Средние Курчали
- ст. Брагуны → Новые Брагуны → Дарбанхи
- Старый Ачхой → Кизилово → Старый Ачхой
- Старый-юрт → Толстово → Толстой-юрт
- Тазен-кала → Мокок → Тазен-кала
- Танги-чу → Липовка → Танги-чу
- Таузен → Кирово → Киров-юрт → Тевзана
- Таштемировский → Гунюшки
- Турты-отар → Гидиб → Турты-хутор

## У—Ц
- Урус-Керт → Трехгорье → Улус-Керт
- Урус-Мартан → Красноармейское → Урус-Мартан
- Устар-Гордой → Колхозное → Аргун
- Хадис-юрт → Лермонтово → Лермонтов-юрт → Хамби-Ирзе
- Хал-Килой → Каменка → Хал-Килой
- Харачой → Хварши → Сагада → Харачой
- Харсеной → Дальнее → Харсеной
- Хатуни → Конхидатли → Хатуни
- Хашки-Мокх → Мочох → Хашки-Мокх
- Хиди-хутор → Гунзи → Хиди-хутор
- Ца-Ведено → Махачаул → Ца-Ведено
- Цацан-юрт → Октябрьское → Цоцин-юрт
- Центора-юрт → Красноармейск → Центора-юрт
- Центорой → Цатаних → Центорой → Ахмат-Юрт

## Ч—Я
- Чари-Мохк → Малая Шагада → Малые Шуани
- Чечен-аул → Калиновка → Чечен-аул
- Чири-юрт → Надречье → Чири-юрт
- Чишки → Пионерское → Чишки
- Чужи-чу → Высокогорье → Чожи-чу
- Чурч-Ирзу → Уллубий → Чурч-Ирзу
- Шалажи → Подгорное → Конев → Шалажи
- Шали → Междуречье → Шали
- Шатой → Советское → Шатой
- Шаман-юрт → Зеленая Роща → Шаами-юрт
- Шеды-юрт → Терское
- Шерды-Мохк → Первомайский → Шерды-Мохк
- Шовхал-Берд → Чанаб → Шовхал-Берды
- Шуани → Большая Шагада → Шуани
- Элистанжи → Тандо → Элистанжи
- Элисхан-юрт → Белоречье → Иласхан-юрт
- Энгеной → Бетли → Энгеной
- Эникале → Бежта → Эникале
- Эрсиной → Кидеро → Эрсиной
- Эшилхотой → Зиберкало → Эшилхотой
- Ялхой-Мохк → Тлядал → Ялхой-Мохк
- Ялхори → Первомайское → Хаджи-Юрт
- Янды → Орехово → Янди